# DUT1

顯示UT1和UTC隨時間變化的秒數差異的圖。垂直躍遷表示使用閏秒。圖中的紅色部分表示預測值。

DUT1是一種時間校正，是由地球自轉定義的世界時（UT1）和由精度為+/-0.1s的原子鐘網絡定義的協調世界時]（UTC）之間的差。
DUT1 = UT1 − UTC（精度為 +/-0.1秒）
UTC通過閏秒保持，因此DUT1保持在-0.9 s<DUT1<+0.9 s的範圍內。這一修正的部分原因是，由於潮汐制動和地球內部質量的重新分佈，包括其海洋和大氣，地球的自轉速度不是恆定的，部分原因是SI秒（現在用於UTC）在採用時比平均太陽時秒的當前值短一點
前一週的UT1-UTC每日觀測值和來年的每日預測值由IERS週報發佈Bulletin A， 數值比DUT1多。最終值在IERS月報中公佈Bulletin B。DUT1預測發佈在IERS上Bulletin D.
有幾個時間訊號服務廣播DUT1的值：CHU（加拿大）、HLA（南韓）、MSF（英國）、和  WWV（美國）以0. 1秒的精度傳輸DUT1。在俄羅斯，RWM、RTZ和長波的RBU以0.1s的精度傳輸DUT1，並以0.02s的增量傳輸額外校正的DUT1。

## 註解
1. ↑  (1) D·D·麥卡錫、C·哈克曼和R·A·納爾遜在《天文學雜志》第136卷（2008年）第1906-1908頁發表的《閏秒的物理基礎》中指出（第1908頁）：「SI秒相當於UT1秒的較舊測量值，該測量值太小而無法開始，而且隨著UT1秒持續時間的新增，差異會擴大。」:(2) 在20世紀50年代末，銫標準被用來量測當前平均太陽時秒的平均長度（UT2）（結果：9192631830個週期）以及曆書時（ET）中的第二個（結果：9192631830個週期）參見 "Time Scales", by L. Essen，《Metrologia》，第4卷（1968年），第161-165頁，第162頁。眾所周知，9192631770數位被選為SI秒。L Essen在1968年的同一篇文章（第162頁）中表示，「鑒於UT2的變化，這似乎是合理的」。

## 外部連結
- IERS Bulletins, including Bulletin A – latest and past versions, and graphical plots
- Latest version of Bulletin A
- IERS Rapid Service/Prediction Center via the US Naval Observatory (Archived version available for non-US readers)
- http://scienceworld.wolfram.com/astronomy/Time.html